# Paspalum ammodes
Paspalum ammodes är en gräsart som beskrevs av Carl Bernhard von Trinius. Paspalum ammodes ingår i släktet tvillinghirser, och familjen gräs. Inga underarter finns listade i Catalogue of Life.